# Graham Hill
Norman Graham Hill (n. 15 februarie 1929, Hampstead⁠(d), Anglia, Regatul Unit – d. 29 noiembrie 1975, Greater London, Londra⁠(d), Anglia, Regatul Unit) a fost un pilot de curse britanic și proprietar de echipă, campion mondial de Formula 1 de două ori, câștigând campionatul în 1962 și 1968 și ieșind vicecampion în trei ocazii (1963, 1964 și 1965).
Hill este unul dintre cei mai apreciați piloți de curse din toate timpurile, fiind singurul care a câștigat vreodată Tripla Coroană a Sporturilor cu Motor, o realizare pe care a definit-o ca fiind câștigarea Indianapolis 500, Cursa de 24 de ore de la Le Mans și Campionatul Mondial al Piloților în Formula 1. În timp ce câțiva dintre colegii săi au susținut și această definiție, inclusiv colegul campion mondial de Formula 1, Jacques Villeneuve, realizarea este astăzi cel mai frecvent definită ca incluzând Marele Premiu al Principatului Monaco și nu Campionatul Mondial de Formula 1. După această definiție mai nouă, Hill este încă singurul pilot care a câștigat vreodată Tripla Coroană, câștigând la Monaco cu atâta frecvență în anii 1960 (x5; 1963, 1964, 1965, 1968, 1969) încât a devenit cunoscut drept „Mr. Monaco”. Hill a suferit un accident în Marele Premiu al Statelor Unite din 1969 și a fost grav rănit, fracturându-și ambele picioare și punând capăt sezonului. Deși își va reveni și va continua să concureze până în 1975, cariera lui Hill nu va mai atinge niciodată aceleași înălțimi, iar victoria din Marele Premiu al Principatului Monaco la începutul anului 1969 va fi ultima sa victorie în Formula 1.
După ce a părăsit echipa Brabham, Hill și-a înființat propria echipă în 1973, care a operat sub numele de Embassy Hill. Hill a continuat să concureze însă, cu toate acestea, după ce nu s-a calificat pentru Marele Premiu al Principatului Monaco din 1975, s-a retras din pilotaj pentru a se concentra pe operațiunile de zi cu zi ale echipei. În același an, Hill și alți cinci membri ai echipei Embassy Hill au fost uciși când avionul pilotat de Hill din Franța s-a prăbușit în ceață noaptea pe terenul de golf Arkley, în timp ce încerca să aterizeze pe aerodromul Elstree, în nordul Londrei. Hill și fiul său Damon au fost prima pereche tată și fiu care a câștigat Campionatul Mondial de Formula 1.

## Filmografie
- 1966 Marele premiu (Grand Prix), regia John Frankenheimer : Bob Turner